# Yanmar
Yanmar é uma companhia japonesa que fabrica motores a diesel, equipamentos de construção e máquinas agrícolas, foi fundada em março de 1912 por Magokichi Yamaoka e sua sede fica na cidade de Osaka no Japão.  

## História
Em Março de 1912, a Yamar foi estabelecida. A fábrica de motores Yamaoka foi criada em Osaka, para comercializar e reparar geradores a gás, dois ano depois é criada a Yanmar Construction Equipment.  
Em 1920 é introduzido um modelo de motor a óleo vertical para uso agrícola, em 1921 é adotado o nome da marca YANMAR e a introdução de um modelo de motor a óleo horizontal, em 1925 tem a introdução de um modelo de motor a óleo para barcos de pesca.  
No ano de 1930 a empresa desenvolve um motor diesel vertical de 2 tempos, em dezembro de 1933 é lançado o modelo HB, o primeiro motor diesel pequeno viável comercialmente do mundo, inauguração da fábrica de Amagasaki no Japão, para a produção de motores diesel.  
Em 1942, se tem a inauguração da inauguração da fábrica de Nagahama no Japão e em 1947, é introduzido os modelos de motores marítimos pequenos.  
Em 1952 a empresa passa a ser chamar Yanmar Diesel Co., Ltd.e no mesmo ano é lançado o modelo K1, o menor motor diesel horizontal de 4 tempos com refrigeração a água do mundo e em 1957 a Yanmar inicia suas operações no Brasil.  
No ano de 1960 surge a fábrica de Omori no Japão, em 1964 tem início da produção de debulhadoras manuais, em 1968 é Lançado a "YNB300", a primeira miniescavadeira com volante do mercado equipada com motor a diesel produzido pela própria empresa e em 1969, a fábrica de Chikugo entra em operação, começando a produção de carregadores de escavadeiras. 
Em outubro de 1971, as miniescavadeiras, debulhadoras manuais e geradores produzidos pela Yanmar são expostos na Exposição de Equipamentos de Manufatura de Tóquio, em dezembro de 1973 é criado o departamento de desenvolvimento da comopanhia, 1975 ocorre a mudança do nome da empresa para Seirei Industry Co,.Ltde também a conclusão da construção da fábrica em Chikugo, em Março de 1978, atinge a marca de 10 bilhões de ienes em vendas anuais. 
Em 1980, atingiu a marca de 20 bilhões de ienes em vendas anuais, em 1984 é criado o departamento de equipamentos de construção da YANMAR Diesel Co.,Ltd, em maio de 1985, tem a criação das empresas de vendas "YANMAR Kyushu Construction Equipment Co.,Ltd." e "YANMAR Tohoku Construction Equipment Co.,Ltd." E ano de 1989 é introduzida a eletrodeposição catódica no setor de equipamentos de construção para melhorar a qualidade da pintura. Criação de uma base de fabricação e vendas na França. 
Ano de 1990 é alcançada a produção de mais de 100.000 unidades de equipamentos de construção. Conclusão da fábrica de máquinas e alcance de 35 bilhões de ienes em vendas anuais, em 1994 é obtido o ISO9001, um padrão internacional de garantia de qualidade e em 1998, obtém-se a ISO14001, um padrão internacional de sistema de gestão ambiental. 
Em Junho de 2001 tem a criação da "YANMAR ViO Co.,Ltd.", uma empresa online para a comercialização de equipamentos de construção usados e em Novembro do mesmo ano é concluída uma nova fábrica na França, em 2005, tem início das vendas na China, em 2006 é apresentado uma máquina de usinagem de grande porte produzida pela YANMAR Construction Equipment. 

## Produtos

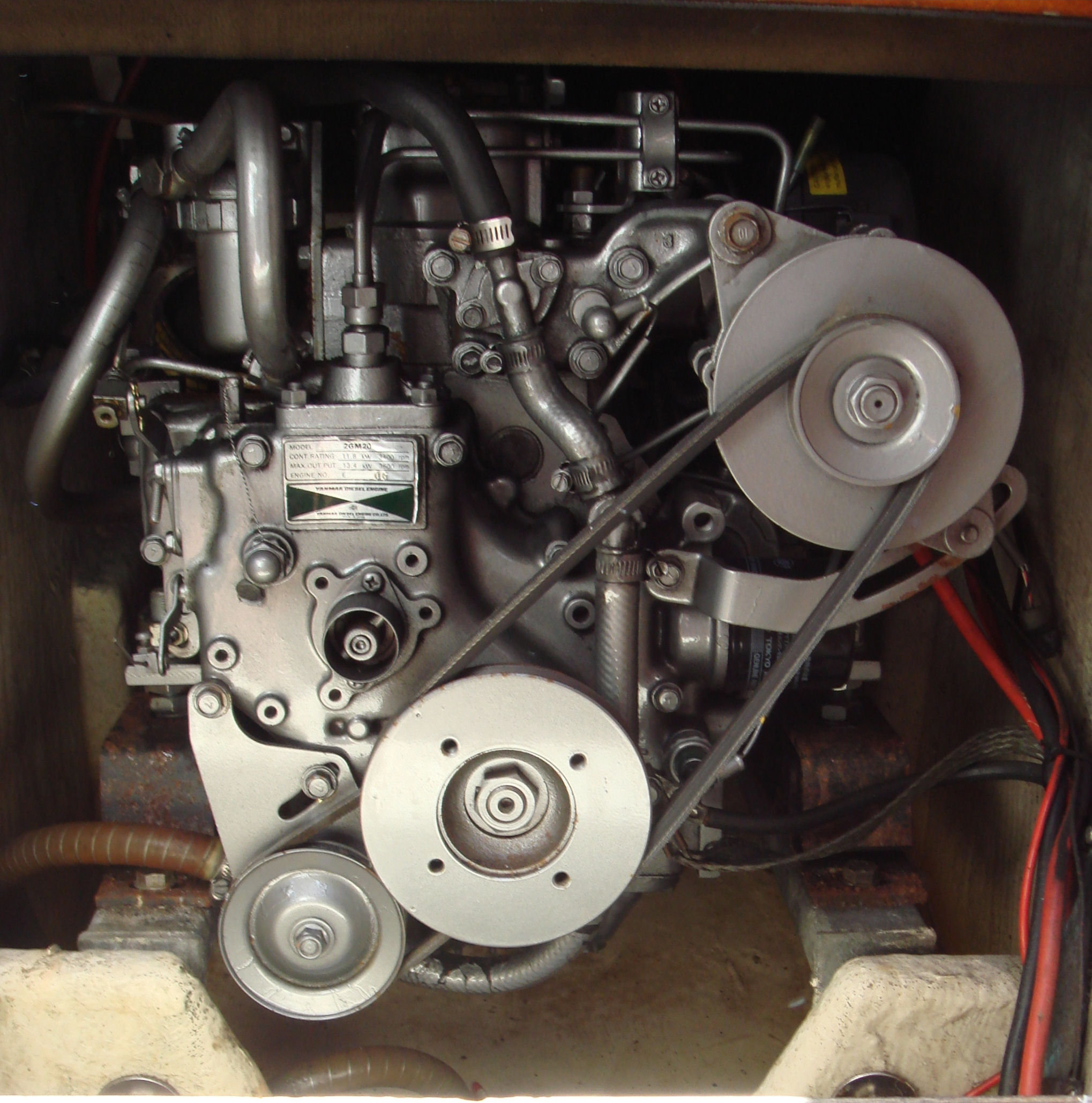
Motor marítimo fabricado pela Yanmar.

Entre os produtos feitos pela empresa estão tratores, escarificadores, colheitadeiras, transplantadores de arroz, propulsão para barcos, compressores e motores de propulsão, sistema de ar-condicionado com bomba de calor a gás, geradores, carregadeira de rodas, escavadeiras e motores a diesel refrigerados a água e a ar. 